# أورورا باسكت ييزي
أورورا باسكت ييزي (بالإيطالية: Aurora Basket Jesi)‏ هو فريق كرة سلة إيطالي تأسس في سنة 1965 يقع في ييزي، ماركي، إيطاليا. لعب في ليغا باسكيت الدرجة الأولى.

## أبرز اللاعبين
من أبرز اللاعبين الذين لعبوا معه:
- ماريو بوني
- رودولفو رومبالدوني
- بريت بليزارد
- ميسون روكا

## وصلات خارجية
- الموقع الرسمي